# Route de liaison 1890
La route de liaison 1890 (en finnois : Yhdystie 1890)  est une route de liaison de la municipalité de Naantali en Finlande.

## Description
Yhdystie 1890 est une route de liaison qui relie Rymättylä à l'île de Kramppi, située dans la même ville. La longueur de la route est de 14 kilomètres.
Le nom de la route est Rööläntie de Rymättylä à l'intersection de l'ancienne route de liaison 1896 puis Luotojentie jusqu'au port de traversiers de Hanka

## Parcours
La route  traverse la localité de Rymättylä à Naantali.
La route principale 1890 traverse l'île d'Otava, le pont de Sattirauma, l'ile de Nimetön, le pont de Kirveenrauma et l'île d'Airismaa.
La route est prolongée par le traversier d'Hämmärönsalmi qui relie Airismaa à l'île d'Aaslaluoto

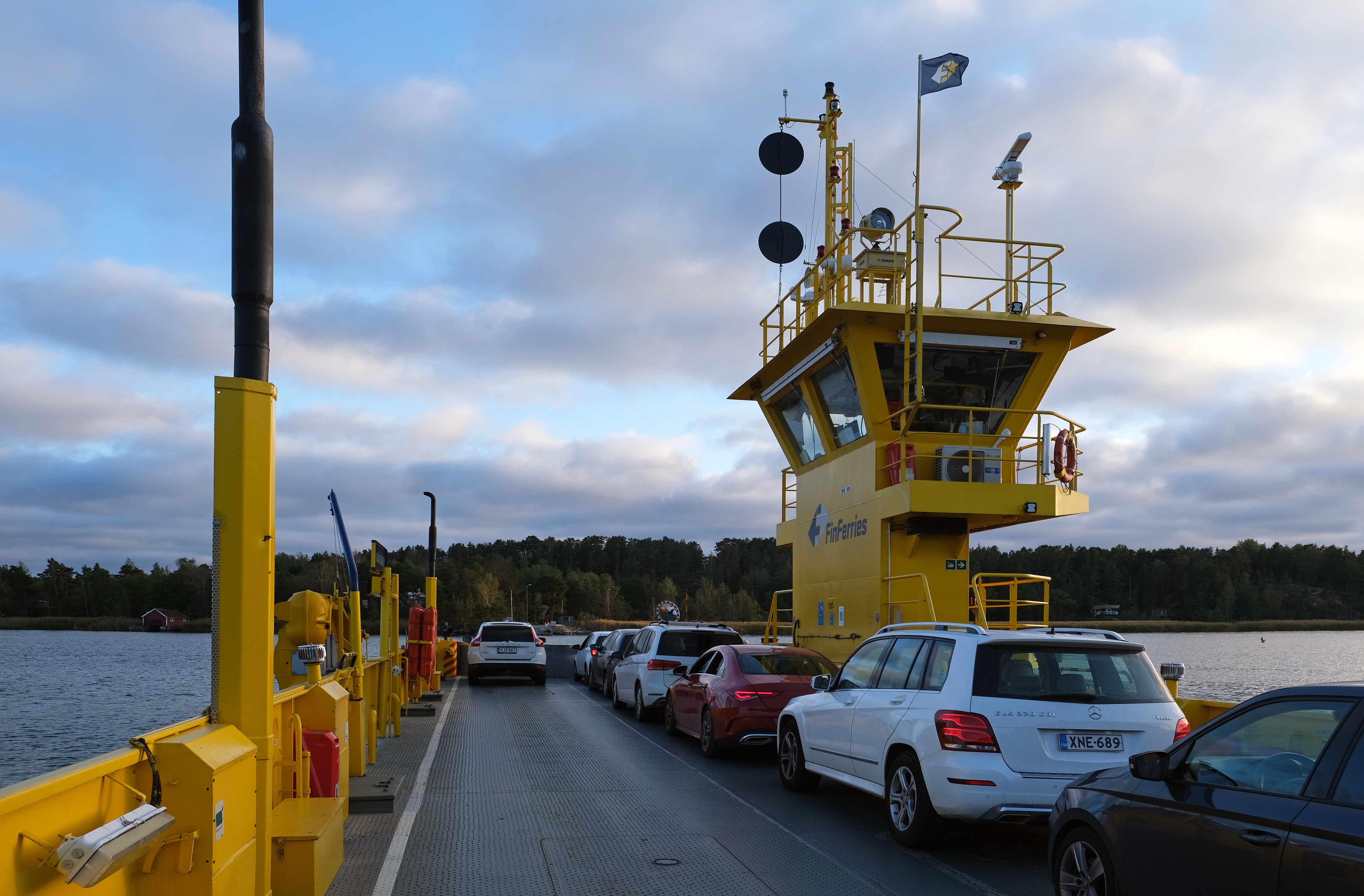
Traversier d'Hämmärönsalmi.

.